# Конради, Фёдор Петрович
Конради, Фёдор Петрович (Фридрих Отто, 30 марта 1775, Граубюнден — 7 августа 1848) — российский врач швейцарского происхождения, доктор медицины и акушерства, первый постоянный главный врач на Кавказских Минеральных Водах, статский советник.

## Биография
Отец — кондитер Пётр Конради, мать — Хасса, урождённая Рейтер.

### Образование
Начальное образование получил в гимназии города Санкт-Галлена.
В 1792 г. окончил Гёттингенский лицей.
В 1792—1796 гг. изучал медицину в Гёттингенском университете Георга Августа, один семестр 1794 г. провел в Йенском университете.
24 мая 1796 г. сдал экзамен на звание доктора медицины в Геттингенском университете.

### Медицинская деятельность
До 1800 года служил городским врачом в ганноверских городках Усларе и Гардигане. В 1800 г. вышел в отставку и занялся частной практикой.
В 1805 г. прибыл в Москву по приглашению российского министра юстиции Петра Васильевича Лопухина.
В 1806 г. — сдал квалификационный экзамен на звание доктора медицины при совете Московского университета, занимался частной практикой, главным образом в семействе князей Лопухиных.
Конради был избран членом Общества испытателей природы и Медико-физического общества при Московском университете.
В 1811 г. сдал экзамены на звание акушера в Медико-хирургической академии в Петербурге.
В 1814 г. на некоторое время возвратился к семье в Ганновер.
С 1818 года находился на российской государственной службе в должности акушера Тверской врачебной управы.
В 1822 году Конради впервые был командирован для исполнения обязанностей главного врача на Кавказских Минеральных Водах на летний сезон. В ноябре того же года доктор обратился в Медицинский департамент с просьбой оставить его в этой должности круглогодично, но такое разрешение было получено только летом 1824 года.
Граф В. Кочубей поручил Конради выявить недостатки медицинского обслуживания на Кавминводах, что привело к глубокому изучению местности доктором. В 1824 г. Конради были открыты два новых источника  (Сабанеевский на Машуке и Анненский близ Кум-горы). В этот период на главного врача возлагались не только медицинские, но и административно-хозяйственные вопросы. Конради, как главный врач курорта, содействовал строительству новых ванн, обустройству источников, галерей и парков; впервые стала применяться музыкальная терапия — в Пятигорске была устроена беседка «Эолова арфа», так как по мнению доктора, звуки арф оказывали «благотворное влияние на душевное состояние больных». В 1831 году организовал крытые ванны на теплосерном источнике, получившем позднее его имя — Конрадиевский (и признанный радиоактивным). Физик Ленц упоминал о том, что доктор Конради оказал большую помощь экспедиции 1829 года на Эльбрус в определении точной высоты этой вершины.
В 1836 году произведен в статские советники.
Вышел в отставку в 1842 году. Скончался 7 августа 1848 года и был погребён рядом с супругой на евангелическом кладбище колонии Каррас.

### Личность
По воспоминаниям французской путешественницы Адели Оммер де Гелль, побывавшей на Кавказских Минеральных водах в 1839 году:
Доктор Конради на Кавказских водах выполняет роль маленького властителя. Баварец по происхождению, он находился при управлении этими водами уже 20 лет. Полный усердия, способностей и преданности к страдающему человечеству, он привлек к себе внимание российского императора, который предоставил ему ряд доказательств своего уважения. Это был человек примерно 60 лет, с лицом тонким и добрым, тип которого, почти утраченный, напоминал нам врачей старой школы. В черной одежде, с широкой табакеркой в руке, доходящий до ушей воротничок, наблюдательный взгляд, лицо как-будто из пергамента, немного глуховатый – таковы были его отличительные черты...
Среди пациентов доктора стала широко известна его фраза, произносимая с сильным акцентом: «Я натеюсь, что наша целепна истошник окажет помошь в фаша палезнь». Ряд исследователей полагает, что в доме Ф. П. Конради в Пятигорске неоднократно бывал М. Ю. Лермонтов. В доме доктора было богатое собрание картин и музыкальных инструментов. Сам он играл на фортепьяно.

## Семья
Жена — Марта Елизавета, урожденная Рейтер (брак заключён в 1799, скончалась в 1830 году от холеры)
Дети:
- дочь Генриетта (1800);
- дочь Вильгельмина (1802), в 1828 году вышла замуж за архитектора Джузеппе Бернардацци;
- сын Владимир (1815), служил военным инженером на Кавказе, его сын — Конради, Андрей-Людвиг Владимирович;
- дочь Паулина (1820).

Ф. П. Конради стал основоположником российской ветви швейцарского рода Конради.